# Benqué-Molère
Benqué-Molère is een gemeente in het Franse departement Hautes-Pyrénées (regio Occitanie). De plaats maakt deel uit van het arrondissement Bagnères-de-Bigorre. Benqué-Molère is op 1 januari 2017 ontstaan door de fusie van de gemeenten Benqué en Molère. De gemeente telde 137 inwoners op 1 januari 2022.

## Geografie
De oppervlakte van Benqué-Molère bedroeg op 1 januari 2022 3,79 vierkante kilometer; de bevolkingsdichtheid was toen 36,1 inwoners per km².

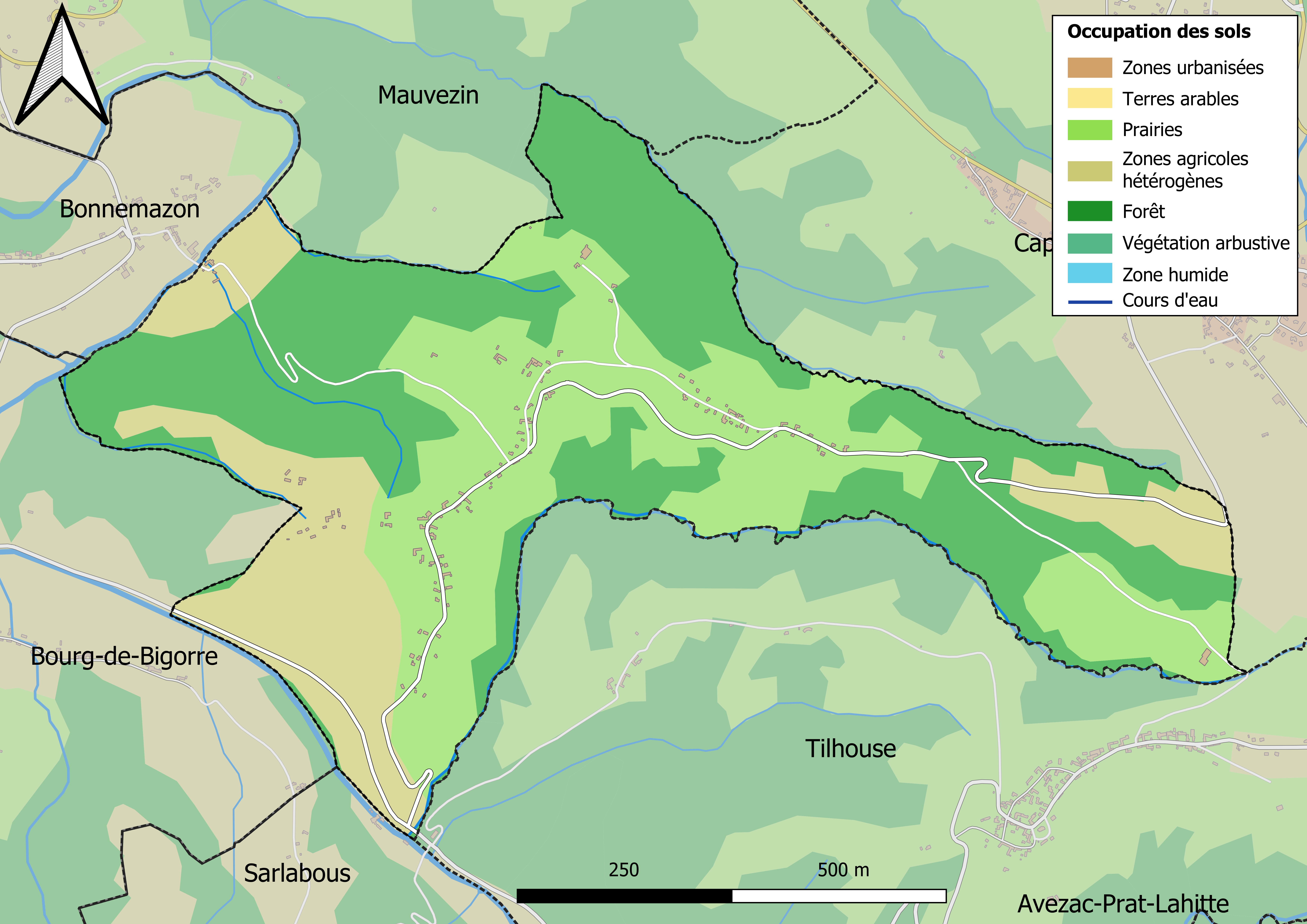
Kaart van de gemeente met belangrijkste infrastructuur, bodemgebruik en omliggende gemeenten

## Afbeeldingen

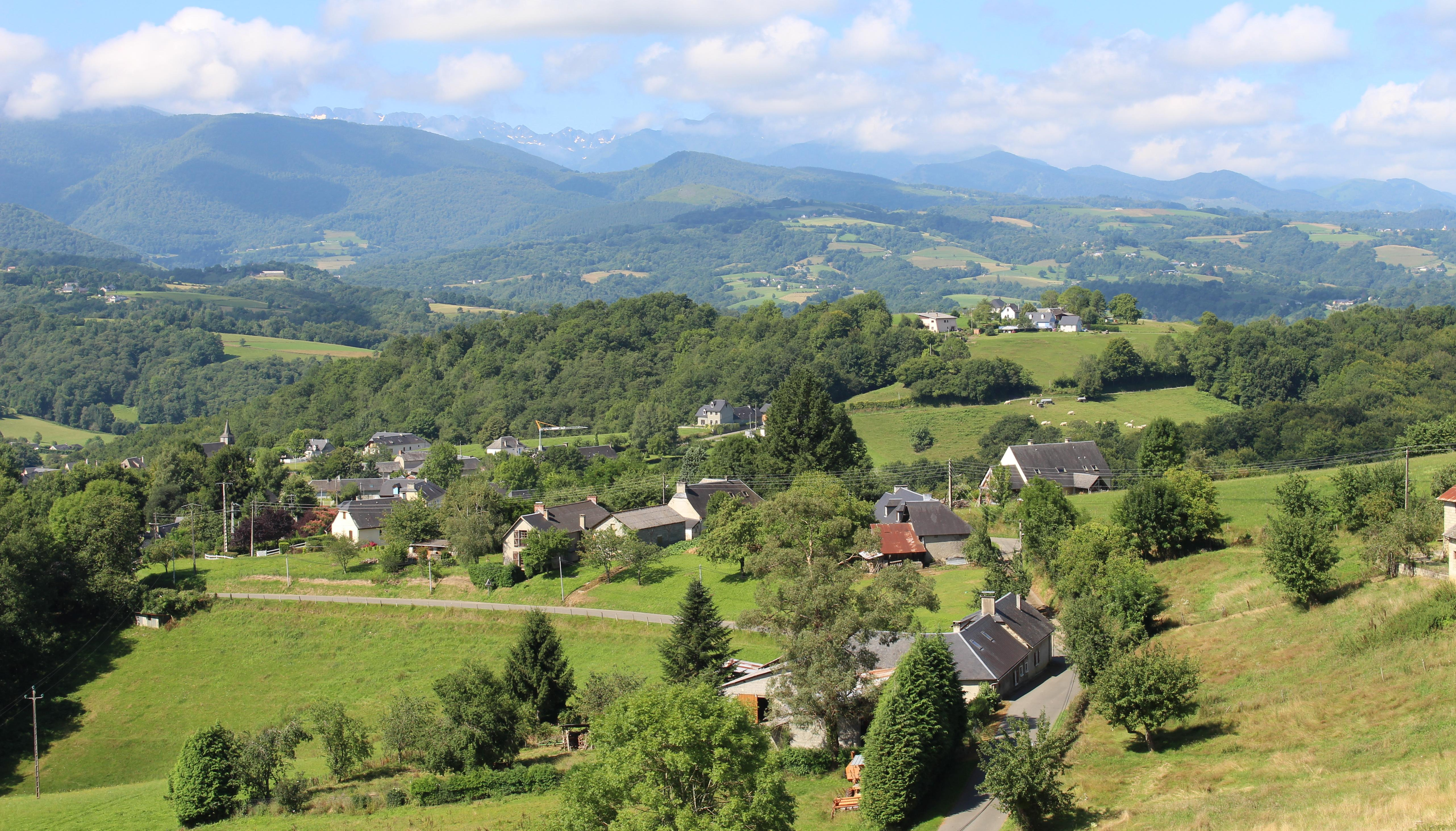
Zicht op Benqué
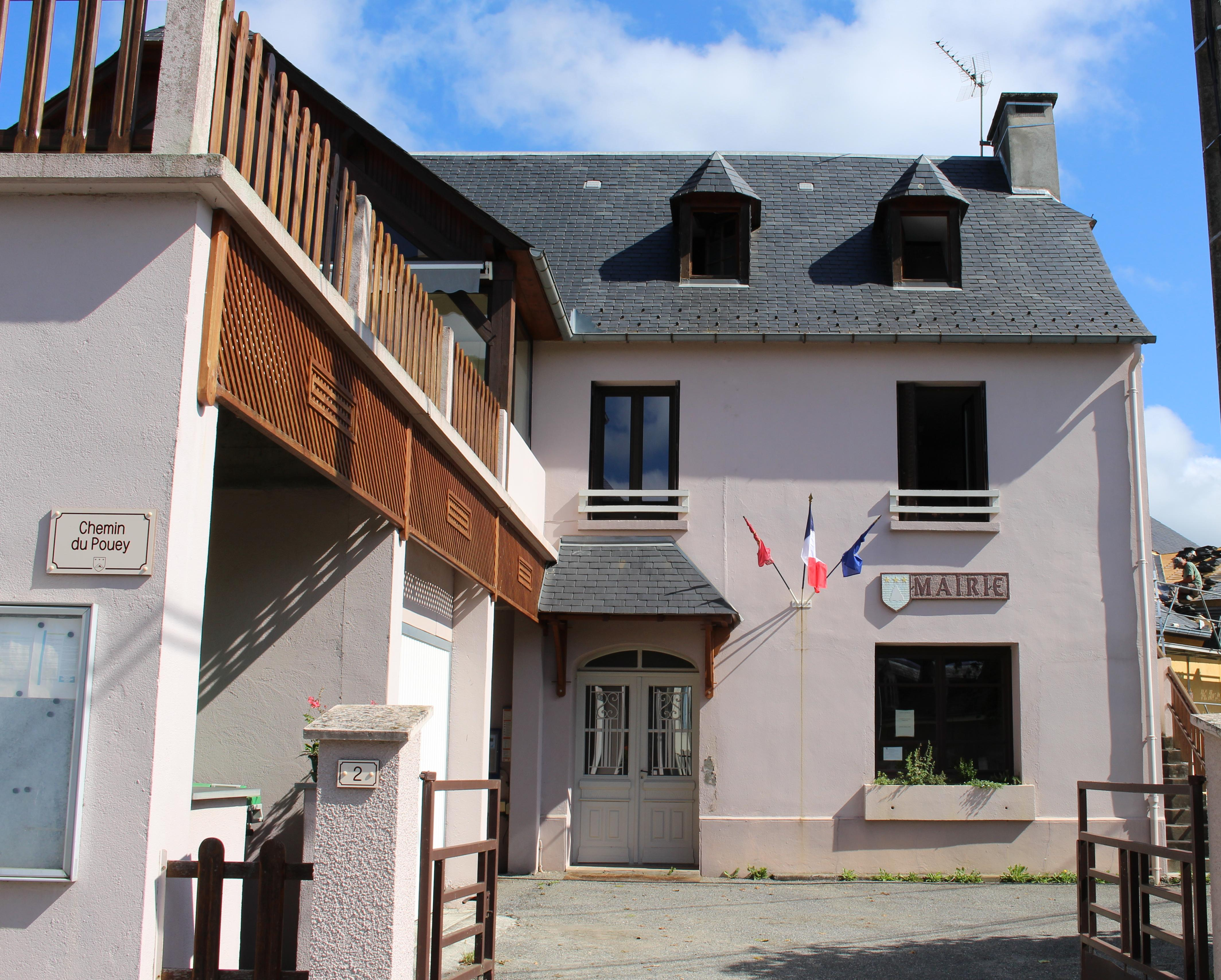
Gemeentehuis in Benqué
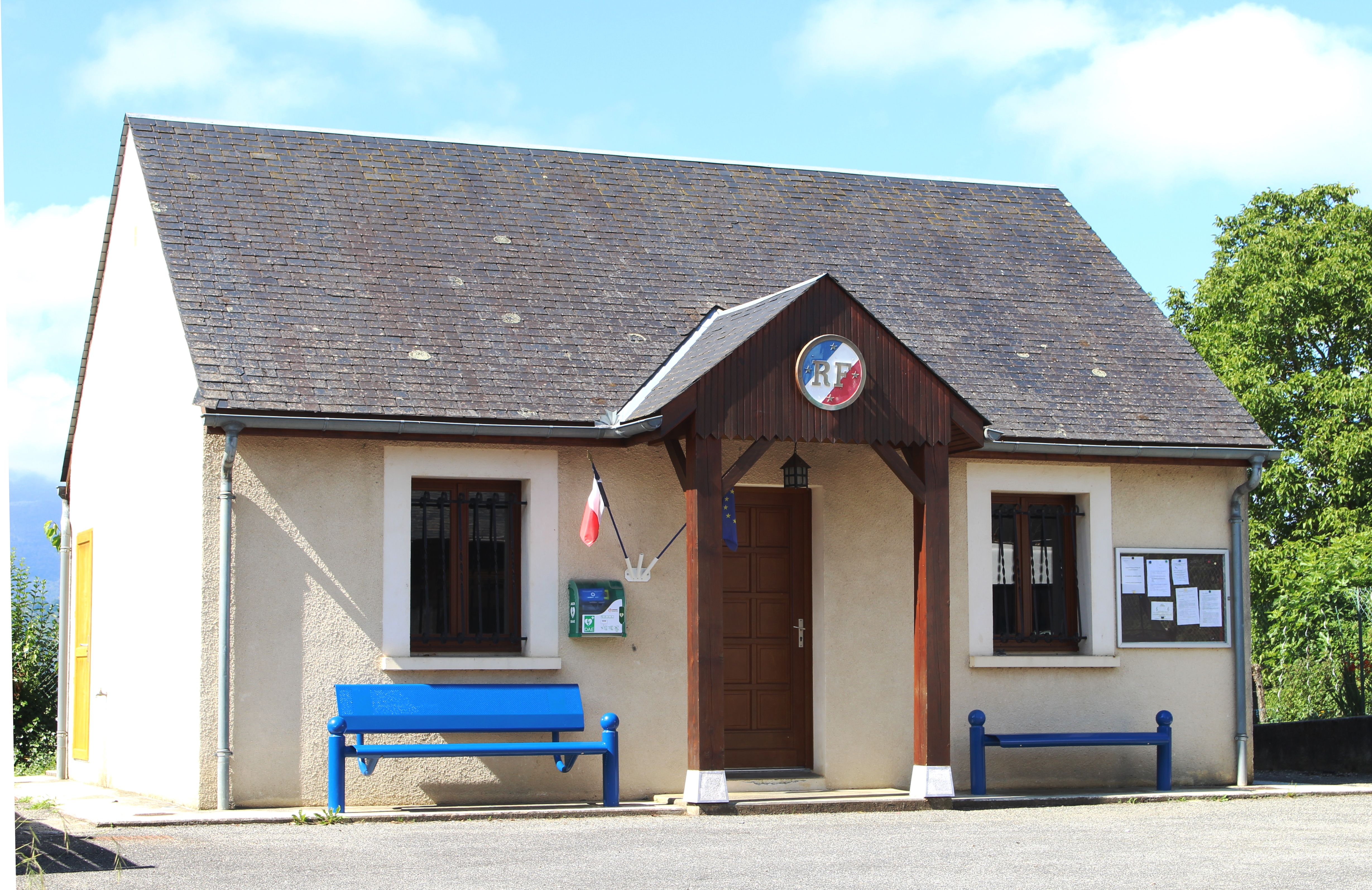
Gemeentehuis in Molère
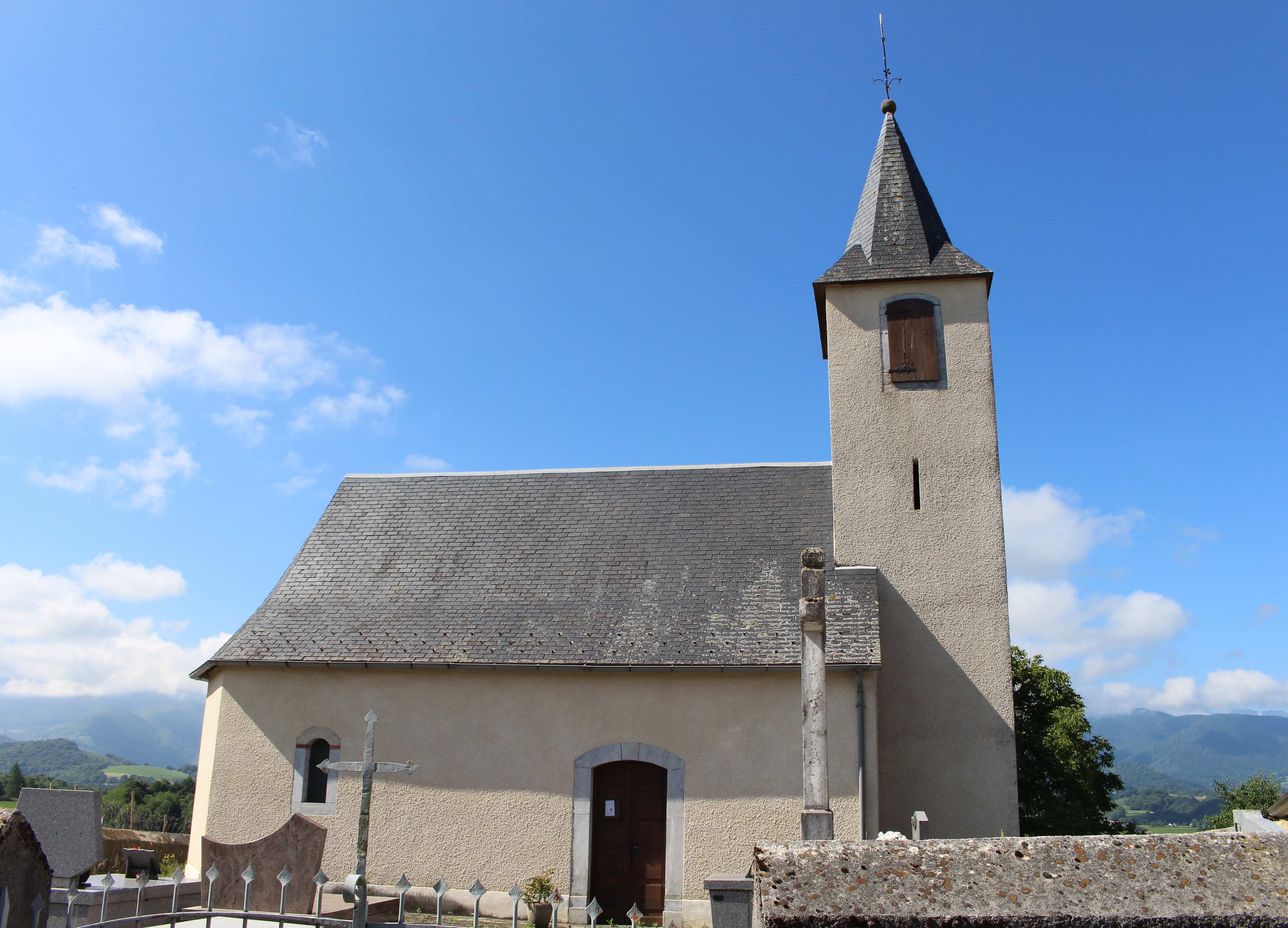
Kerk Sainte-Barbe in Molère